# Trochochaeta carica
Trochochaeta carica är en ringmaskart som först beskrevs av J. Birula 1897.  Trochochaeta carica ingår i släktet Trochochaeta och familjen Trochochaetidae. Arten har ej påträffats i Sverige. Inga underarter finns listade i Catalogue of Life.